# Écartement des rails

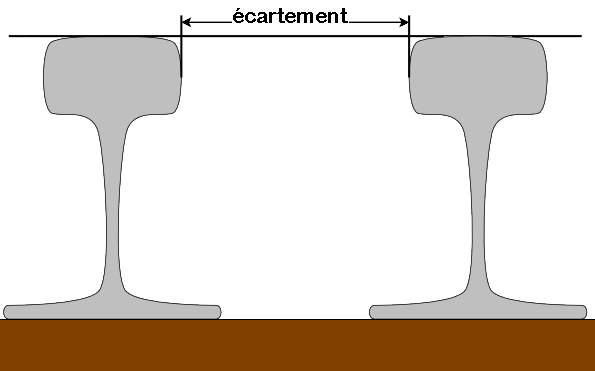
Schéma de mesure de l'écartement des rails de chemin de fer.

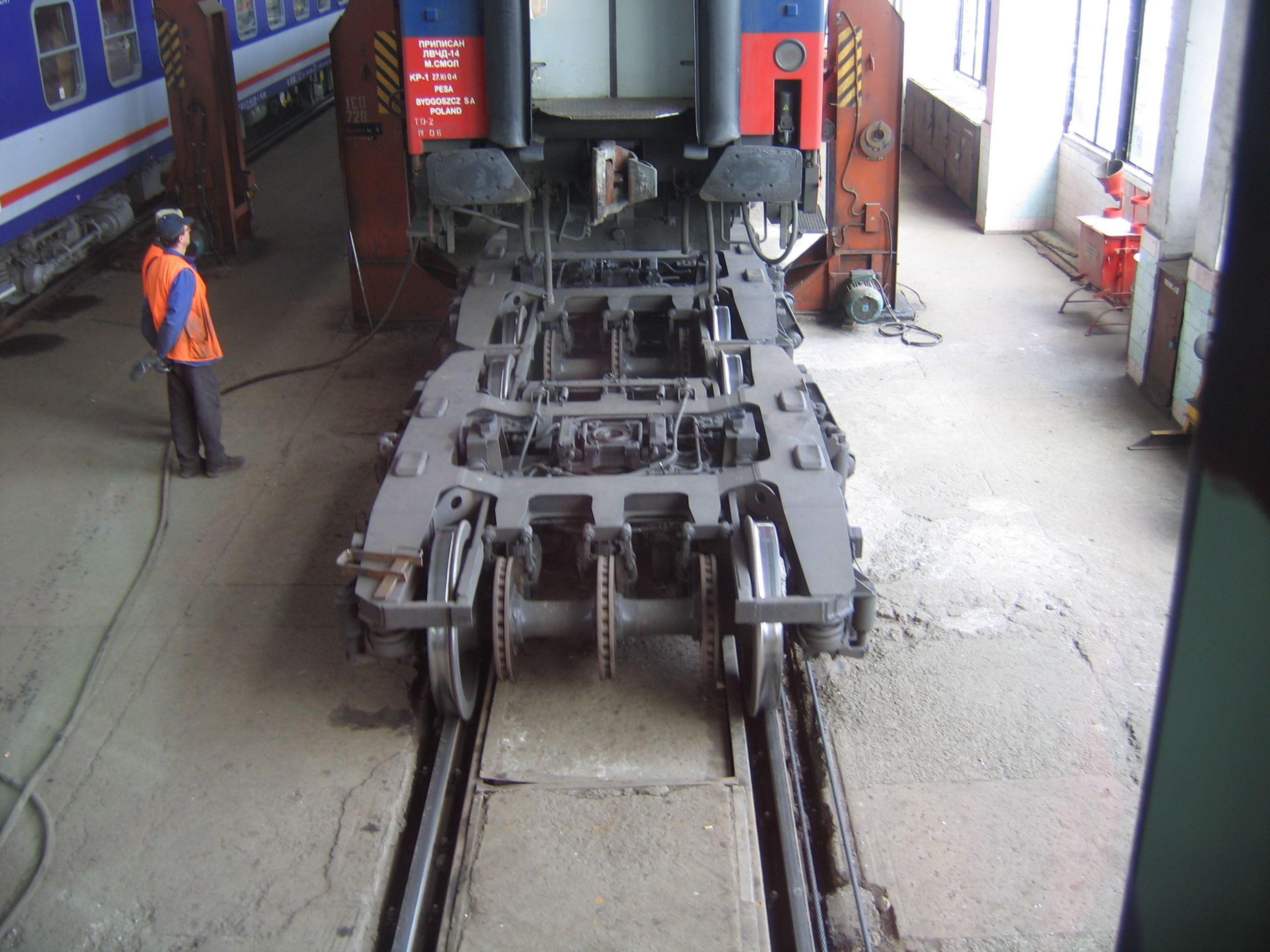
Changement des bogies d'une voiture à Brest, à la frontière entre la Pologne (voie normale) et la Biélorussie (voie large de 1524 mm).

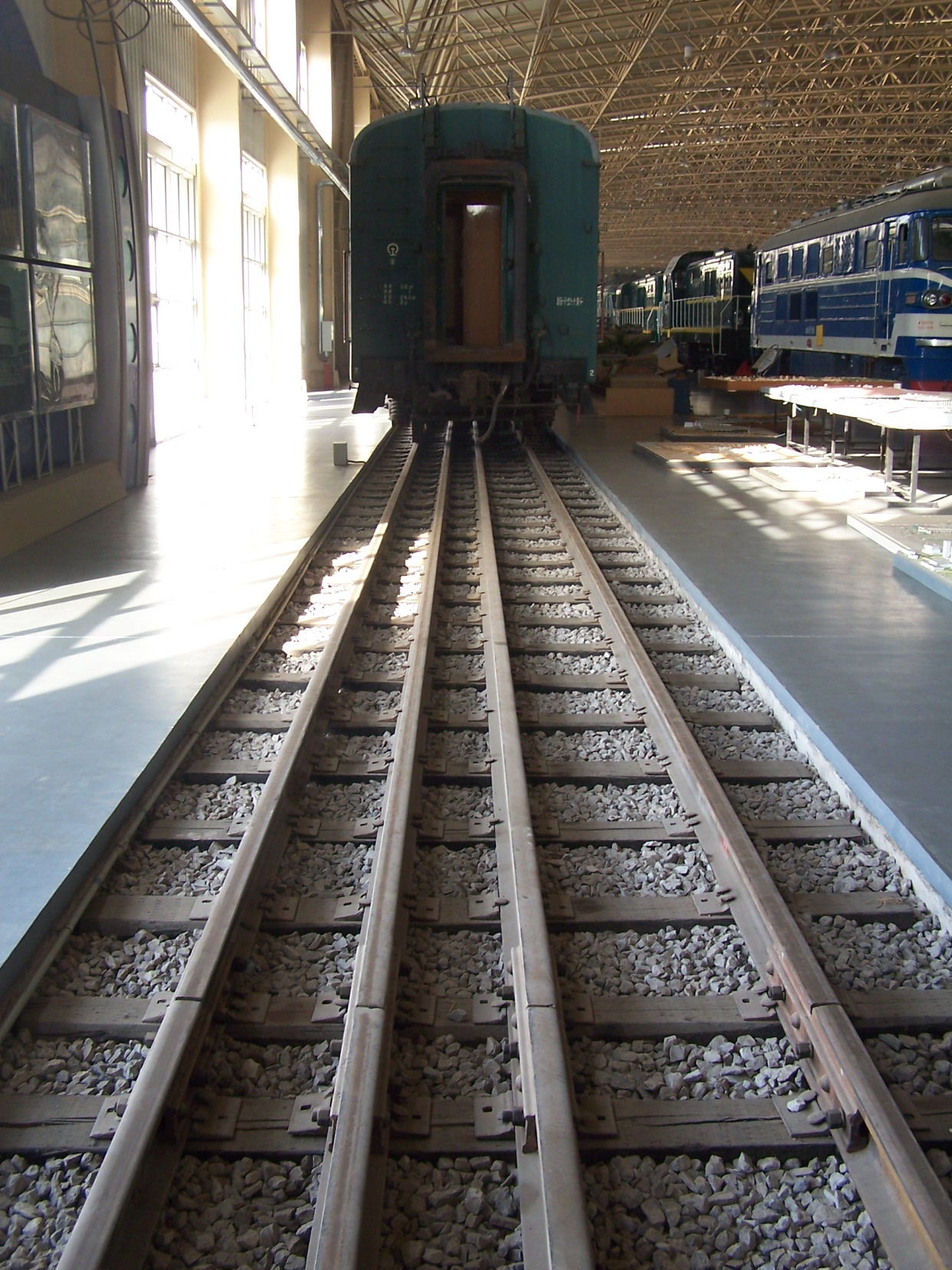
Le musée chinois du chemin de fer montrant différents écartements

L'écartement des rails est la distance séparant le flanc interne des deux files de rails d'une voie ferrée. L'écartement standard de 1 435 mm (soit quatre pieds huit pouces et demi ou cinquante-six pouces et demi), définissant la voie normale, est le plus utilisé à travers le monde (60 % des lignes). On parle de voie large lorsque l'écartement est supérieur et de voie étroite lorsqu'il est inférieur (voie métrique pour l'écartement de 1 m).
Certaines voies sont équipées de trois, voire quatre files de rails pour permettre la circulation de matériel d'écartements différents. Les points de changement d'écartement créent des ruptures de charge.

## Les différents écartements utilisés
Plus d'une trentaine d'écartements ont été utilisés à travers le monde, de 305 mm (Ruislip Lido Railway (en), au nord de Londres) à 9 m (plan incliné de Krasnoïarsk en Russie, destiné au transport de bateaux).
En modélisme ferroviaire, l'écartement des rails varie de 2,9 mm (échelle T) à 75 mm (échelles III et IV avant 1914).

### Voie large

#### 3 000mm
- Allemagne (Troisième Reich), proposition par le régime nazi d'un réseau européen à écartement large (Breitspurbahn). Il devait être mis en œuvre après la Seconde Guerre mondiale.

#### 2 140mm
- Great Western Railway, Angleterre (réseau converti entre 1854 et 1892 en voie normale)

#### 1 945mm
- Pays-Bas (1839 - 1864)

#### 1 829mm
- Six pieds, proposition de tunnel sous le détroit de Béring (Iakoutsk - Fort Nelson).

#### 1 750mm
- Cet écartement atypique fut retenu à l'origine par le système Arnoux pour la ligne de Paris (embarcadère de la Barrière d'Enfer, actuelle station Denfert-Rochereau) à Sceaux avec prolongement de Bourg-la-Reine à Limours via Saint-Rémy-lès-Chevreuse. Cette ligne, dite « ligne de Sceaux », mise en service en 1846, fut convertie à la voie normale en 1891.

#### 1 676mm
- Argentine, Chili
- Paraguay (En 1913, conversion en écartement normal)
- Bangladesh (certaines lignes à l'Ouest), Inde, Pakistan, Sri Lanka
- États-Unis (BART)
- proposition en Afghanistan, Canada et États-Unis

#### 1 668mm
- L'Espagne (initialement à 1 674 mm) et le Portugal (initialement à 1 664 mm) ont converti leurs réseaux à 1 668 mm dans un souci de compatibilité.

#### 1 620mm
- Le Véhicule automatique léger (VAL), métro automatique sur pneus créé pour le métro de Lille par Matra, et installé dans plusieurs villes françaises.

#### 1 600mm
- Australie
- Brésil
- Irlande et Irlande du Nord

#### 1 524mm
- Finlande
- Russie (divers réseaux de tramway)
- Panama (En 2000, conversion en écartement normal)

#### 1 520mm
- Arménie, Azerbaïdjan, Biélorussie, Estonie, Géorgie, Kazakhstan, Kirghizistan, Lettonie, Lituanie, Moldavie, Mongolie, Ouzbékistan, Russie, Tadjikistan, Turkménistan, Ukraine ;
- Pologne (ligne LHS, 395 km), Slovaquie (88 km) ;
- Allemagne (port de Sassnitz) ;
- France (voie ferrée de l'ELS, au Centre spatial guyanais, 650 m)[3].

#### 1 495mm
- Canada : réseau métro (lignes 1, 2, 4) et tramway de Toronto

#### 1 445mm
- Espagne (métro de Madrid)

### Voie normale (écartement standard UIC de1 435mm)
Cette voie est dite « normale » du fait de son adoption par un grand nombre de pays, et notamment par les premiers constructeurs de chemins de fer (Royaume-Uni, Belgique, France, États-Unis, Allemagne…). L'Union internationale des chemins de fer promulguera cet écartement comme étant celui de référence par rapport aux voies larges et aux voies étroites.
La Commission européenne dans sa décision du 26 avril 2011 sur « spécification technique d'interopérabilité relative au sous-système « infrastructure » du système ferroviaire transeuropéen conventionnel » réaffirme que : « L'écartement nominal de voie standard européen est de 1 435 mm ». Pays ayant adopté l'écartement standard :
- Albanie, Algérie, Allemagne, Arabie saoudite, Argentine, Australie, Autriche, Belgique (le réseau de train et les réseaux de tramway et de métro de la Région de Bruxelles-Capitale), Bosnie-Herzégovine, Brésil, Bulgarie, Canada, Chili (métro de Santiago), Chine, Colombie (ligne charbonnière), Corée, Croatie, Danemark, Djibouti, Égypte, États-Unis, Éthiopie, France, Gabon, Grèce, Hongrie, Iran, Irak, Israël, Italie, Japon (réseau à grande vitesse Shinkansen, réseaux classiques de quelques compagnies privées et de métros), Liban, Liberia (ligne de Nimba en reconstruction), Lituanie (de la frontière polonaise jusqu'à Kaunas), Luxembourg, Libye (en construction), Malaisie (ligne de l'aéroport), Macédoine du Nord, Maroc, Mauritanie, Mexique, Monténégro, Nigeria (ligne de marchandises), Norvège, Panama, Paraguay, Pays-Bas, Pérou, Pologne, Roumanie, Royaume-Uni, Serbie, Slovaquie, Slovénie, Suède, Suisse, Syrie, Tchèquie, Tunisie, Turquie, Uruguay, Venezuela, Viêt Nam (métros de Hanoi et Hô Chi Minh-Ville/Saigon, en construction - 2017)
- Lignes à grande vitesse : Allemagne (ICE), Espagne (AVE), France (TGV), Japon (Shinkansen), Maroc (Al Boraq), Taïwan
- Afrique du Sud (Gautrain)
- proposition de ASEAN, Afrique, et Islande

### Voie étroite

#### 1 372mm
- Japon sur le réseau de la compagnie Keiō, la ligne de métro Toei Shinjuku et les lignes du tramway de Tokyo et de celui de Hakodate.

#### 1 330mm
- France : à Lyon, le funiculaire de Fourvière depuis sa rénovation de 1970.

#### 1 200mm
- Espagne : Funiculaire de Montjuïc à Barcelone
- Suisse sur une portion de 1,9 km : Rheineck-Walzenhausen
- Guadeloupe sur les rails d'origine de la voie ferrée du Nord Grande-Terre (Usine de Beauport) utilisés pour le transport de la canne à sucre, pour être sûr de ne pas être envahi par les réseaux de l'usine sucrière de Darbousier - Pointe à Pitre (1 435 mm) et du nord Basse-Terre (1 000 mm). Par manque de matériel roulant, cette voie a été restaurée en 1 435 mm dans les années 2000 pour restauration à fins touristiques[5].

#### 1 151mm
Cet écartement a été employé par la Compagnie du chemin de fer d'Anvers à Gand par Saint-Nicolas et Lokeren, jusqu'à la conversion de la ligne (actuelle ligne 59 (Infrabel) à l'écartement standard. La locomotive de musée Pays de Waes est le seul vestige de cet écartement,.

#### 1 067mm
Cet écartement correspond à 3 pieds 6 pouces.
Il est souvent appelé écartement du Cap, car installé par le Royaume-Uni dans ses colonies en Afrique.
D'après d'autres sources c'est l'écartement CAP, inventé par l'ingénieur ferroviaire norvégien Carl Abraham Pihl qui l'a utilisé pour un réseau de 970 kilomètres construit entre 1862 et 1880, converti en voie normale de 1898 à 1949.
- Afrique du Sud, Angola, Botswana, République démocratique du Congo, Ghana, Malawi, Mozambique, Namibie, Nigeria, Sierra Leone, Tanzanie (Chemin de fer Tanzanie-Zambie), Zambie, Zimbabwe
- Costa Rica, Équateur, Honduras
- Indonésie
- Philippines
- Taïwan (sauf Taïwan High Speed Rail)
- Japon (sur tout le réseau, sauf Shinkansen et quelques lignes privées)
- Russie : île de Sakhaline (réseau construit par le Japon)
- Australie (Queensland, Tasmanie, Australie-Occidentale) et Nouvelle-Zélande
- Canada : Nouveau-Brunswick jusqu'aux années 1880, Terre-Neuve jusqu'à septembre 1988 et île-du-Prince-Édouard jusqu'à 1930 (elle fut couplée à une voie normale à partir de 1918 jusqu'à ce que celle-ci soit définitivement abandonnée en 1989).
- États-Unis : Cable Cars de San Francisco

#### 1 055mm
L'écartement de 1 055 mm a été utilisé pour les premières lignes de chemins de fer à voies étroites construites dans l'ouest de l'Algérie à la fin du XIXe siècle. Cet écartement a été conservé pour l'ensemble des lignes à voies étroites de l'ouest et du centre de l'Algérie jusqu'à la fin du XXe siècle ; les lignes à voies étroites de l'est ayant utilisé l'écartement métrique.

#### 1 050mm
- Chemin de fer du Hedjaz (Jordanie et Liban)

#### 1 000mm(voie métrique)
- Argentine, Bolivie, Brésil, Chili
- Madagascar (Fianarantsoa-Manakara)
- Cameroun, Bénin, Burkina Faso, Côte d'Ivoire, Chemin de fer djibouto-éthiopien, Kenya, Mali, Ouganda, Chemin de fer du Dakar au Niger, Sénégal, Tanzanie (sauf TAZARA), Togo, Tunisie (lignes du sud), Chemin de fer de La Réunion
- Bangladesh (lignes à l'Est et en partie à l'Ouest), Birmanie, Malaisie, Thaïlande, Cambodge, Viêt Nam (Transvietnamien)
- Réseaux secondaires en Europe (Allemagne, Espagne, France (train jaune de Cerdagne, Saint-Gervais à Vallorcine (frontière), Corse, Blanc-Argent, baie de Somme, Nice à Digne, tramway de Lille Roubaix Tourcoing et de Saint-Étienne), Grèce (Péloponnèse), Portugal, Suisse…) et nombreux réseaux de tramway.
- Quelques lignes en Italie, pays où le 950 mm est beaucoup plus utilisé.

#### 950mm
- Quelques lignes en Italie et ses anciennes colonies

#### 914mm
- Canada, White Pass and Yukon Route[8]
- Colombie
- Espagne (train de Palma de Majorca à Soller + tram de Soller au Port de Soller)
- États-Unis
  - York and Peach Bottom Railway
  - Cumbres and Toltec Scenic Railroad (dans l'État de Colorado) principalement et quelques courtes lignes touristiques
- France (Disneyland Railroad)
- Guatemala
- Pérou
- Nauru

#### 762mm
Cet écartement correspond à 2 pieds 6 pouces.
- Inde, à côté des écartements de 1 676 mm, 1 000 mm et 610 mm[9].
- Janakpur Railway.
- Corée du Nord (375 km du réseau)
- Japon : Kurobe Gorge Railway, Yokkaichi Asunarou Railway, Sangi Railway (ligne Hokusei)

#### Voie industrielle

##### 900mm
- Mines dans l'Est de la France
- Tramways de Linz et de Lisbonne

##### 891mm
- Quelques lignes en Suède

##### 800mm
- En Suisse, une cinquantaine de kilomètres équipée de la crémaillère est exploitée par six compagnies : Brienz Rothorn Bahn (BRB), chemin de fer Monte Generoso (MG), chemin de fer Montreux-Glion-Rochers de Naye (MGN), Pilatusbahn (PB), Schynige Platte Bahn (SPB), Wengernalpbahn (WAB).

##### 760mm
Cet écartement est appelé « écartement de Bosnie », car il a été utilisé pour la construction d'une bonne partie du réseau ferroviaire en Bosnie, Istrie et Roumanie lors de l'administration de ce territoire par l'empire d'Autriche-Hongrie. La plupart de ces lignes sont désormais fermées ou converties en 750 mm.
- Certaines lignes sont encore en fonctionnement en Autriche (Ligne de la vallée de la Gurk (de) et Zillertalbahn), en Tchéquie (lignes 228, 229 (en) et 298 (en)), en Slovaquie (ligne 122), en Roumanie (mocăniţăs (en)) et en Bulgarie (chemin de fer des Rhodopes).

##### 750mm
- La plupart des lignes à voie étroite en Saxe (Allemagne), ainsi qu'en Suisse pour le Waldenburgbahn, qui sera reconverti en voie métrique en 2022.

##### 700mm

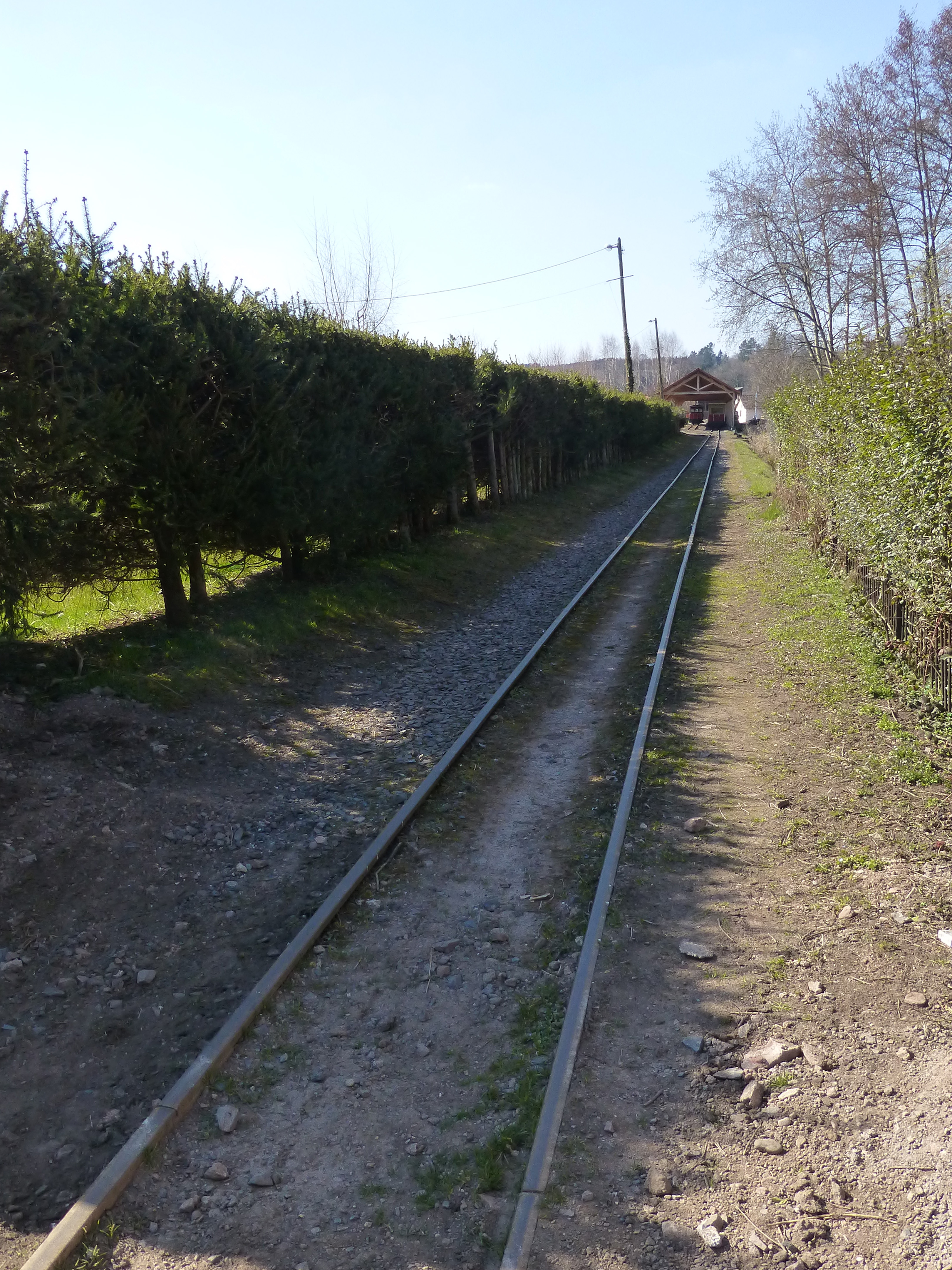
Voie de 700 mm du chemin de fer d'Abreschviller.

- Chemin de fer d'Abreschviller (Moselle, France)

En l'occurrence il s'agit de l'écartement utilisé auparavant par l'armée prussienne, notamment pour faire évoluer ses convois militaires sur rail. Le chemin de fer forestier d'Abreschviller est l'un des rares vestiges de cet écartement des rails.

##### 610mm
- Inde
- Chemin de fer de Nauru jusqu'en 1920 (converti à 914 mm)
- Chemin de fer entre Cuio et Dombe Grande (Angola)
- Chemin de fer entre Porto Amboim et Gabela (Angola)

##### 600mm
- Decauville (tramways)
- Chemins de fer des Uele
- Tramway de Maxula-Radès à la mer
- Musée des transports de Pithiviers
- Chemin de fer du Haut-Rhône
- Poudrerie de Sevran : dès 1873, en complément du réseau principal à voie normale, un réseau secondaire en 600 mm y a fonctionné pour les transports internes par wagonnets, au plus tard jusqu'au début de la Seconde Guerre mondiale. La plupart de ces voies étroites avaient été progressivement mises à l'écartement normal, les autres détruites, il n'en subsiste donc aucune trace visible[10].
- Système Péchot (1849-1928) d'approvisionnement des places fortes et d'aide au mouvement des armées en campagne.
- Voie ferrée des Mines de la Brutz à Teillay (Ille-et-Vilaine)
- Chemin de fer des Chanteraines

##### 597mm
Cet écartement correspond à 1 pied et 11,5 pouces. Sa grande proximité avec l'écartement industriel et militaire de 600 mm autorise des circulations exceptionnelles sur des voies à ce dernier écartement lors de festivals ou fêtes ferroviaires.
- Ffestiniog Railway (Pays de Galles)
- Welsh Highland Railway (Pays de Galles)

##### 580mm
- Houillères de Messeix
- Quelques réseaux miniers

##### 560mm
- Mines d'Escaro

##### 500mm
- France : chemins de fer touristiques : chemin de fer touristique du Tarn[11], petit train d'Artouste, train touristique des Lavières, ligne du jardin d'acclimatation, ligne du ferrier de Tannerre.

La voie de 0,50 était comme la voie Decauville de 0,60 à vocation industrielle mais était préférée pour des chemins de fer dans les mines et en montagne.

##### 400mm
- Écartement horticole et maraîcher

##### 381mm
- Chemin de fer touristique d'Anse

## Les écartements utilisés dans le monde

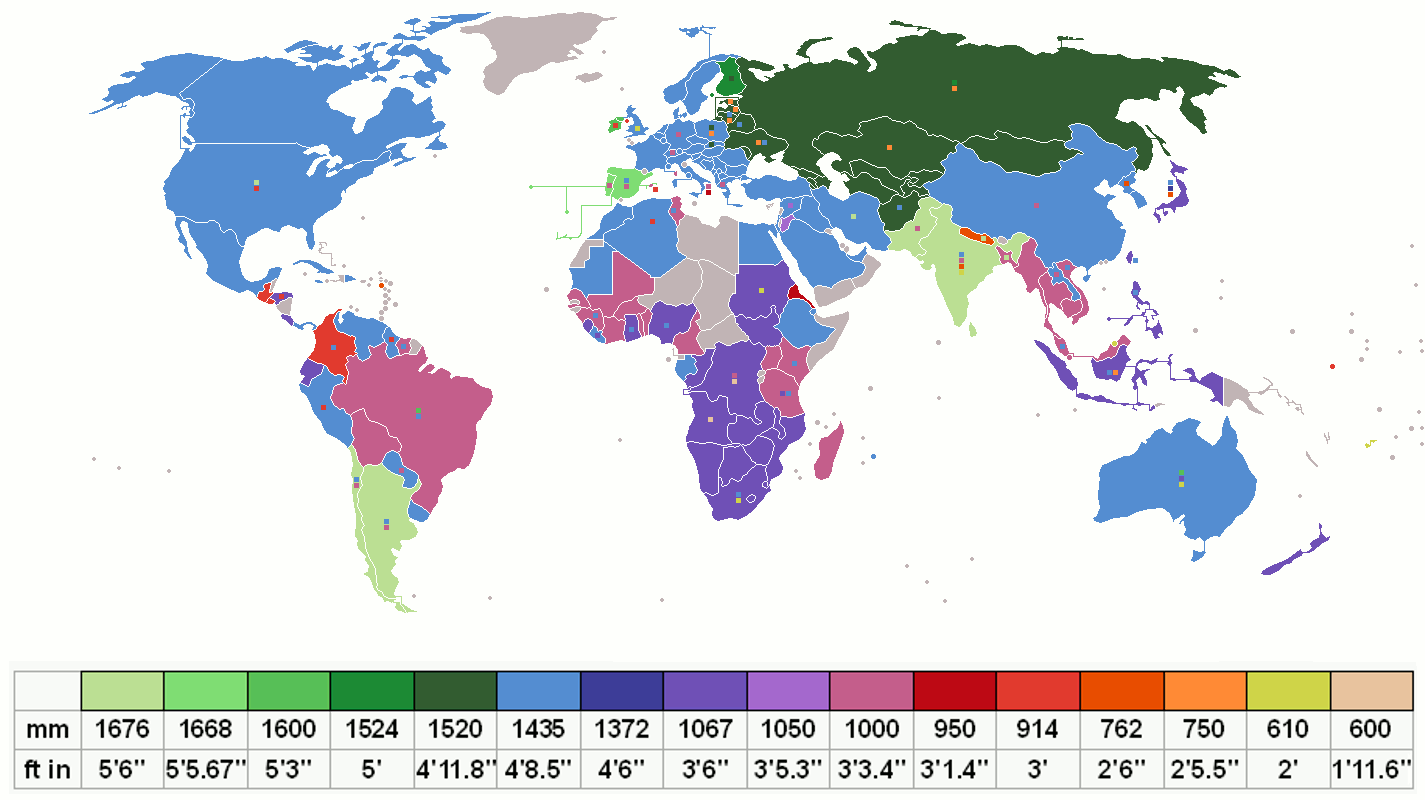
L'écartement le plus courant selon les pays.

| ft' in"   | mm   |
| --------- | ---- |
| 5' 6"     | 1676 |
| 5' 5.85"  | 1668 |
| 5' 3"     | 1600 |
| 5'        | 1524 |
| 4' 11.85" | 1520 |
| 4' 8.5"   | 1435 |
| 4' 6"     | 1372 |
| 3' 6"     | 1067 |
| 3' 5.35"  | 1050 |
| 3' 3.37"  | 1000 |
| 3' 1.4"   | 950  |
| 3'        | 914  |
| 2' 6"     | 762  |
| 2' 5.55"  | 750  |
| 2'        | 610  |
| 1' 11.6"  | 600  |

### Europe
En Europe, les réseaux sont pour la plupart à voie normale (écartement standard UIC de 1 435 mm), à l'exception de ceux situés sur certains territoires périphériques.
La Russie a opté pour la voie large au XIXe siècle. On estime généralement que ce choix fut motivé par des raisons militaires, pour prévenir l'utilisation du réseau ferroviaire par d'éventuels envahisseurs. Certains font remarquer qu'aucune norme ne s'était encore imposée en 1842 quand le tsar Nicolas Ier engagea George Washington Whistler, éminent ingénieur ferroviaire américain, pour construire la ligne la plus importante en Russie, celle qui relie Moscou à Saint-Pétersbourg. Le choix de l'écartement de 5 pieds était cohérent avec l'usage en vigueur à l'époque dans les États du Sud des États-Unis.
La Russie et la plupart des États qui se sont trouvés dans l'ancien empire russe, dont les pays baltes, la Finlande, l'Ukraine, la Biélorussie, les républiques du Caucase et d'Asie centrale, ainsi que la Mongolie sont actuellement à l'écartement de 5 pieds (1 524 mm) ; bien que la norme russe officielle soit de 1 520 mm, la compatibilité est assurée en pratique. En 2025, la Finlande annonce des études pour procéder au de changement de l'écartement du réseau national pour le basculer de 1524 mm vers le standard de 1435 mm. Le premier plan serait d'adapter au 1435 mm la ligne de Kemi jusqu'à la frontière Suédoise à l'horizon 2030. Pour le reste du réseau, l'Etat se donne jusqu'en 2027 pour étudier cette question.
Les pays de la péninsule Ibérique (Espagne et Portugal) ont adopté l'écartement large de 5 pieds 5 pouces et demi. La norme officielle en Espagne était exactement de 1 674 mm, tandis qu'au Portugal elle était de 1 664 mm. Cependant la compatibilité des deux réseaux est assurée par la conception étudiée du matériel roulant et des équipements, et dans les années 1980 on a progressivement unifié l'écartement à 1 668 mm. Son entrée dans l'Union européenne a conduit l'Espagne à adopter un plan de reconversion de l'écartement du réseau ferré. Toutes les lignes à grande vitesse AVE sont à voie normale. Pour faciliter la conversion de la voie large à la voie normale, des tronçons à double écartement ont été construits. Aucune date n'a encore été fixée pour la conversion totale du réseau, bien que des projets soient à l'étude.
L'Irlande et l'Irlande du Nord, sont à l'écartement large de 1 600 mm.
L'Union européenne a lancé un programme en faveur de l'interopérabilité ferroviaire qui vise à harmoniser non seulement l'écartement des rails, mais aussi d'autres normes ferroviaires, telles que la signalisation et l'électrification. Des financements communautaires sont consacrés à la conversion de lignes situées dans les États baltes (Lituanie, Lettonie et Estonie) de l'écartement russe à l'écartement standard, ainsi qu'à la construction en Espagne et au Portugal de lignes complémentaires au réseau à grande vitesse. Elle favorise aussi l'interconnexion des réseaux ibériques avec le reste de l'Europe.

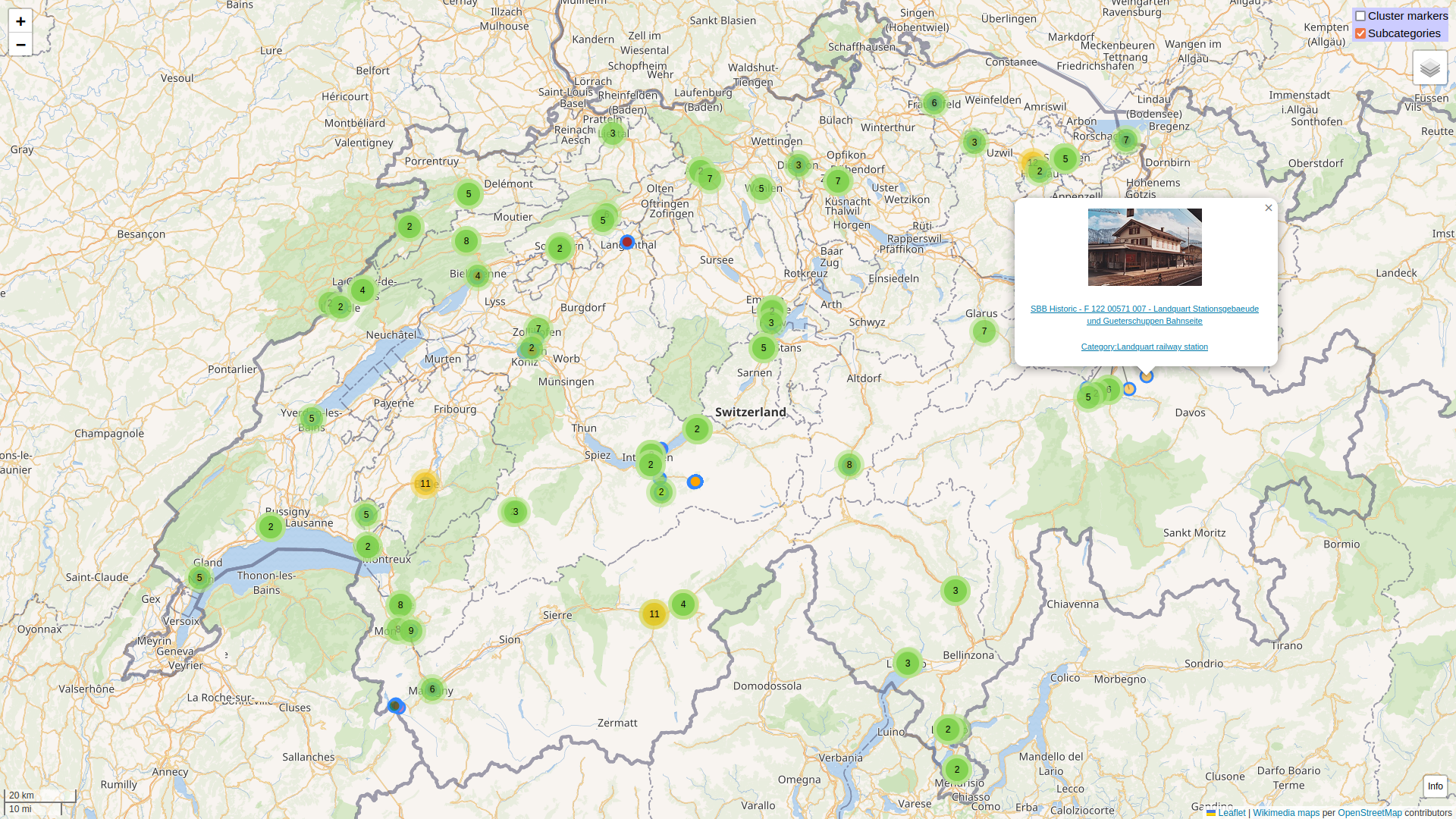
Gares de Suisse avec deux écartements des rails différents (carte de photos géolocalisées)

Les réseaux secondaires sont souvent à voie métrique (écartement normalement de 1 mètre). C'est le cas des lignes en exploitation du réseau secondaire français (comme le Blanc-Argent, la ligne de Nice à Digne des Chemins de fer de Provence, les CFC (chemins de fer de la Corse) la ligne de Cerdagne et la ligne de Saint-Gervais-à Vallorcine (frontière)). C'est le cas aussi de bon nombre de chemins de fer de montagne, notamment en Suisse (pays où la majorité des réseaux urbains de tramways sont également à cette norme). Les anciens trains nommés tacots dans le Morvan répondaient à l'écartement métrique (Chemins de Fer Économiques) de Corbigny à Saulieu et d'Autun à Château-Chinon .

### Amériques
Aux États-Unis, au Mexique et au Canada, les écartements de rails utilisés à l'origine étaient fort divers. Certaines compagnies, surtout dans le Nord-Est, se sont mises au standard britannique, mais ce n'était pas une généralité et certains utilisaient des écartements larges, jusqu'à 6 pieds. Étant donné que l'indépendance par rapport au Royaume-Uni était encore récente, les arguments relatifs à la norme anglaise avaient peu de poids. L'écartement standard s'est cependant généralisé quand la nécessité d'interconnecter les réseaux a fait apparaître les inconvénients de la situation.
La plupart des États du Sud avaient cependant opté pour l'écartement de 5 pieds. Après la guerre de Sécession, le commerce entre le Nord et le Sud s'est beaucoup développé et cette différence d'écartement devint un handicap trop lourd. Il fallut de longs débats et beaucoup de temps pour aboutir à une première conversion du réseau sudiste à l’écartement de 4 pieds 9 pouces (soit 1 448 mm), qui était alors la norme sur le réseau de Pennsylvanie (Pennsylvania Railroad). Elle fut réalisée en deux jours à partir du 31 mai 1886. La conversion finale vers l'écartement standard se fit par la suite, progressivement au gré des opérations d'entretien.
À Toronto, Canada, les tramways et le métro local (Toronto Transit Commission) utilise un écartement particulier, 4 pieds 10 pouces 7/8 (soit 1 495,42 mm), de sorte que ce réseau est incompatible avec tous les autres systèmes ferroviaires de la région.
Le BART (Bay Area Rapid Transit) de San Francisco a choisi, quant à lui, un écartement de 5 pieds 6 pouces (1 676 mm, soit le même qu'en Inde ou Amérique du Sud). Ce choix dans les années 60 est pour le moins surprenant alors que l'on connaissait les conséquences de la cohabitation de plusieurs écartements. La raison invoquée est celle d'une plus grande stabilité en cas de tremblement de terre, risque important dans la région. Aujourd'hui cet avantage est contesté - le Shinkansen japonais est à écartement standard - et les surcoûts supportés lors d'achat de tout équipement (ne serait-ce que les essieux et les roues qui ont de plus un profil différent) par définition non standard sont si importants que le BART a décidé de revenir à l'écartement standard si une nouvelle ligne était construite.

### Asie
Les chemins de fer japonais ont été construits à l'écartement de 1 067 mm (3 pieds 6 pouces). Les lignes à grande vitesse (Shinkansen) ont été réalisées dès l'origine à l'écartement normal qui permet d'offrir une meilleure stabilité. Cela a rendu plus délicate l'intégration de la grande vitesse et des services voyageurs du réseau classique (au contraire du TGV qui peut desservir des gares hors lignes nouvelles).
À Taïwan, qui fut sous domination japonaise de 1895 à 1945, il existe plusieurs lignes à l'écartement de 1 067 mm. La ligne à grande vitesse THSR a cependant été construite elle aussi à écartement normal.
Les chemins de fer du Sud-Est asiatique, dont le Viêt Nam, le Cambodge, le Laos, la Thaïlande, la Birmanie, et la Malaisie, sont principalement à l'écartement métrique. Le réseau de l'Indonésie a un écartement de 3 pieds 6 pouces (1 067 mm).
Le projet de réseau régional ASEAN, destiné à relier Singapour, à la pointe sud de la péninsule malaise, au réseau chinois à voie normale, via la Malaisie, la Thaïlande, le Laos et le Viêt Nam, devrait être à voie normale, ou à double écartement (voie métrique / voie normale).
L'Inde, le Pakistan, le Bangladesh et Sri Lanka, anciennes colonies britanniques, ont hérité au moment de leur indépendance d'une grande variété d'écartements, parmi lesquels l'écartement large de 1 676 mm prédominait. Les chemins de fer indiens ont adopté un projet d'uniformisation, qui vise à convertir systématiquement à la norme de 1 676 mm la plupart des voies à écartement inférieur (généralement 600).
Au Bangladesh cohabitent 2 types d'écartement (voie métrique et voie large à 1 676 mm) et certaines voies sont à double écartement afin de pouvoir faire passer les deux types de train, notamment sur la ligne reliant l'Est et l'Ouest du pays et traversant le Brahmapoutre.
L'Afghanistan est dans une situation particulière : situé à un carrefour de l'Asie, ce pays montagneux n'a pas eu de réseau ferré propre jusqu'au xxie siècle. Les pays voisins utilisent trois écartements différents : l'Iran, à l'ouest, comme la Chine, à l'est sont à l'écartement normal ; au sud, le Pakistan utilise l'écartement large de 1 676 mm ; au nord, les républiques d'Asie centrale (Turkménistan, Ouzbékistan et Tadjikistan) sont à l'écartement russe de 1 520 mm. Depuis 2005, le programme de construction du réseau prévoit que les lignes construites utilisent l'écartement du pays qu'elle relie.

### Afrique
L'Afrique de l'ouest présente un réseau ferroviaire estimé à 10 188 km, essentiellement hérité de l'époque coloniale. L'écartement des rails dans la région varie de 1 000 mm à 1 067 mm et à 1 435 mm.

### Océanie

#### Australie
Le réseau ferré australien est partagé en trois écartements différents du seul fait de décisions politiques. Au XIXe siècle, les trois États principaux à l'époque de l'Australie adoptèrent comme norme unique l'écartement standard de 4 pieds 8 pouces et demi (1 435 mm). Mais après 30 ans, il fut décidé une conversion générale à l'écartement large de 5 pieds 3 pouces, puis la Nouvelle-Galles du Sud fit marche arrière et revint à l'écartement standard, tandis que l'État de Victoria et l'Australie-Méridionale restèrent à l'écartement large (1 600 mm). Par la suite le Queensland, la Tasmanie, et en partie l'Australie-Occidentale, adoptèrent la voie étroite à écartement de 3 pieds 6 pouces (1 067 mm), pour faire des économies d’investissement.

#### Nouvelle-Zélande
En Nouvelle-Zélande, l'ensemble du réseau ferroviaire est à l'écartement de 3 pieds 6 pouces (1 067 mm) sur les deux îles du pays.

## Inconvénients de la pluralité des largeurs de voies
L'inconvénient d'un réseau ferré à plusieurs largeurs de voies est que cela induit des ruptures de charge. Cela a plusieurs effets néfastes, les passagers doivent changer de trains, le fret doit être transporté ce qui implique un risque de détérioration ou de vol, du fait que le matériel roulant doive être acheminé à vide vers la zone de rupture de charge, celui-ci n'est pas utilisé de manière optimal, cela ralentit le trafic, induit la construction de davantage de bâtiments au niveau de la zone de rupture de charge et peut même causer des inégalités de développements entre deux régions à écartement de rails différent.

## Avantages et inconvénients de la voie étroite
La voie étroite est moins chère à construire, car elle permet des courbes plus serrées et moins de terrassement. En France au XIXe siècle, alors qu'on estimait à 175 000 Francs-or le coût d'un kilomètre de voie ferrée à voie normale, en voie métrique il ne coûtait que 80 000 francs-or et 60 000 francs-or en voie étroite. Ainsi, en 1871 le gouvernement indien prit la décision d'utiliser la voie étroite afin de pouvoir construire un réseau ferré moins cher pour le développement du pays.
Au temps de la vapeur, en voie étroite, il fallait soit réduire le diamètre des roues (ce qui limitait la vitesse), soit la taille de la chaudière (et donc la puissance de la machine).

## Avantages et inconvénients de la voie large
Au temps de la vapeur, la largeur de voie posait des problèmes de conception des locomotives : il fallait faire passer le foyer de la locomotive entre les roues. 
La voie normale permet des vitesses commerciales plus élevées.